# 下西台墓地
下西台墓地，位于中国青海省共和县恰卜恰镇下西台村，为第四批青海省文物保护单位，公布日期为1986年5月27日，类型为古墓葬。
下西台墓地的历史年代为卡约文化。